# 25020 Tinyacheng
25020 Tinyacheng este un asteroid din centura principală de asteroizi.

## Descriere
25020 Tinyacheng este un asteroid din centura principală de asteroizi. A fost descoperit pe 17 august 1998 la Socorro, New Mexico, în cadrul proiectului LINEAR. Asteroidul prezintă o orbită caracterizată de o semiaxă mare de 2,42 ua, o excentricitate de 0,14 și o înclinație de 3,3° în raport cu ecliptica.